# Evolucija kao činjenica i teorija
Evolucija kao činjenica i teorija, fraza koju je Stephen Jay Gould 1981. godine uzeo za naslov jednog svojeg članka, često je bila predmet opisa mnogih znanstvenika i filozofa. Gould opisuje činjenicu u znanosti kao značajan podatak koji nema apsolutnu izvjesnost, već je "potvrđen do te mjere da bi bilo perverzno uskratiti mu provizornu suglasnost." Znanstvena teorija jest dobro potkrijepljeno objašnjenje takvih podataka. Činjenice o evoluciji dolaze od opservacijskih dokaza procesâ u tijeku, od nedostataka u organizmima koji bilježe povijesno zajedničko porijeklo i od prijelaza u fosilnim zapisima. Teorije evolucije pružaju provizorno objašnjenje tih činjenica.
Svaka od ovih riječi, 'evolucija', 'činjenica' i 'teorija', ima nekoliko značenja u različitim kontekstima. Evolucija znači promjenu tijekom vremena, kao što je to u zvjezdanoj evoluciji. U biologiji se ona odnosi na primjetljive promjene u organizmima, na njihovo porijeklo od zajedničkog pretka i na tehničkoj razini na promjenu u genskoj frekvenciji tijekom vremena; ona se također može odnositi na eksplanatorne teorije poput Darwinove teorije prirodne selekcije koja objašnjava mehanizme evolucije. Činjenica nekom znanstveniku može značiti ponovljivu opservaciju o kojoj se svi možemo složiti; ona može značiti nešto što je toliko dobro utvrđeno da se u nekoj zajednici svi s tim slažu; ona se može također odnositi na istinu ili neistinu nekog prijedloga. U javnosti teorija može značiti mišljenje ili nagađanje ("to je samo teorija"), no u znanstvenom svijetu ona ima snažniju konotaciju "dobro potkrijepljena objašnjenja". S ovim brojem izbora osobe u međusobnom razgovoru često prijeđu preko toga, pa ova značenja postaju predmet lingvističke analize.
Dokazi za evoluciju nastavljaju se akumulirati i testirati. Znanstvena literatura uključuje iskaze evolucijskih biologa i filozofa znanosti koji demonstriraju različite perspektive evolucije kao činjenice i teorije.

## Više informacija
- epistemologija
- dokaz zajedničkog porijekla
- status evolucije kao teorije (u prigovorima evoluciji)
- zablude o evoluciji (u popisu zabluda)
- teorija nasuprot činjenici (u kontroverziji kreacija-evolucija)

## Vanjske poveznice
- Evolutionary theory  Arhivirana inačica izvorne stranice od 5. svibnja 2016. (Wayback Machine) An international journal of fact and interpretation
- Not Just a Theory Discredits the assertion that evolution is "just a theory", with an explanation of the meaning of the word 'theory' in a scientific context.
- Talk Origins Response to the claim that no examples of speciation have been observed.
- "Theory" in Theory and Practice. Evo Edu Outreach. 1 (3): 287–289. 2008. doi:10.1007/s12052-008-0056-5